# Najvišji vrhovi po celinah
Sedem vrhov (ang.  Seven Summits) so najvišje gore na posameznih celinah. Ameriški poslovnež in ljubiteljski plezalec Richard Bass je zbirko populariziral med plezalci s tem, da je 30. aprila 1985 prvi osvojil vse vrhove in izdal knjigo o svojem podvigu.
Obstajata dva seznama, Bassov in Messnerjev. Izvirni Bassov seznam vsebuje goro Mount Kosciuszko, ki je najvišji vrh otoka Avstralija, a je manj zahteven in vrhunskim alpinistom ne predstavlja posebnega izziva. Zato ga je kasneje prilagodil Reinhold Messner, ki je vanj namesto tega vključil goro Puncak Jaya na otoku Nova Gvineja - ta je širše gledano del avstralske kontinentalne police in najvišji vrh svoje celine, če kot sedmo celino štejemo Oceanijo. 
| Slika | Vrh                     | Bassov seznam | Messnerjev seznam | Višina | Prominenca | Kontinent              | Gorovje              | Država           | Prvi vzpon |
| ----- | ----------------------- | ------------- | ----------------- | ------ | ---------- | ---------------------- | -------------------- | ---------------- | ---------- |
|       | Mount Everest           | ✔             | ✔                 | 8848 m | 8848 m     | Azija                  | Himalaja             | Nepal / Kitajska | 1953       |
|       | Aconcagua               | ✔             | ✔                 | 6961 m | 6961 m     | Južna Amerika          | Andi                 | Argentina        | 1897       |
|       | Denali (Mount McKinley) | ✔             | ✔                 | 6190 m | 6135 m     | Severna Amerika        | Aljaska              | ZDA              | 1913       |
|       | Kilimandžaro            | ✔             | ✔                 | 5895 m | 5885 m     | Afrika                 | –                    | Tanzanija        | 1889       |
|       | Elbrus                  | ✔             | ✔                 | 5642 m | 4741 m     | Evropa                 | Kavkaz               | Rusija           | 1874       |
|       | Mount Vinson            | ✔             | ✔                 | 4892 m | 4892 m     | Antarktika             | Sentinel             | –                | 1966       |
|       | Puncak Jaya             |               | ✔                 | 4884 m | 4884 m     | Avstralija (kontinent) | Sudirman Range       | Indonezija       | 1962       |
|       | Mount Kosciuszko        | ✔             |                   | 2228 m | 2228 m     | Avstralija             | Great Dividing Range | Avstralija       | 1840       |